# آن مورو لندبرغ
آن مورو لندبرغ (بالإنجليزية: Anne Morrow Lindbergh)‏ (22 يونيو 1906، إنغلوود في الولايات المتحدة - 7 فبراير 2001، بارنيت في الولايات المتحدة)؛ طيارة، كاتِبة وشاعرة أمريكية. درست في كلية سميث.

## الجوائز
- قاعة الشهرة الوطنية للمرأة

## روابط خارجية
- آن مورو لندبرغ على موقع IMDb (الإنجليزية)
- آن مورو لندبرغ على موقع الموسوعة البريطانية (الإنجليزية)
- آن مورو لندبرغ على موقع مونزينجر (الألمانية)
- آن مورو لندبرغ على موقع إن إن دي بي (الإنجليزية)
- آن مورو لندبرغ على موقع قاعدة بيانات الفيلم (الإنجليزية)
- آن مورو لندبرغ على موقع أوليمبيديا (الإنجليزية)